# Краще, ніж секс (торт)
Краще, ніж секс (англ. better than sex cake) — американський торт, що складається з бісквітного коржа, просоченного ананасом, шарів ванільного крему та підсолоджених збитих вершків, посипаний кокосовою стружкою. Варіант із використанням шоколадної суміші для торта, карамельною начинкою та розкрошеного ірису відомий під схожими назвами, наприклад, торт «Краще, ніж Роберт Редфорд» (англ. better than Robert Redford cake).
Бісквітний корж часто замішують із готової суміші. Корж зазвичай випікають на сковороді. Вологу середину торта зазвичай створюють, протикаючи корж кілька разів вилкою та заповнюючи отвори ананасовим соком або сиропом. Торт потім охолоджують та їдять холодним. Його також заморожують.
Популярність торта збільшилась на західному узбережжі Флориди та в Шарлотті, Північна Кароліна, коли він привернув увагу на щорічному з'їзді Асоціації газетних кулінарних редакторів та авторів (англ. Newspaper Food Editors and Writers Association) у Сент-Луїсі у 1981 році. Він був опублікований у вигляді пари рецептів тортів, причому варіант з Індіанаполіса називався «Наступною найкращою штукою після Роберта Редфорда» (англ. The Next Best Thing to Robert Redford) і включав шари шоколадного пудингу та збитих вершків, а також шоколадний батончик зверху.

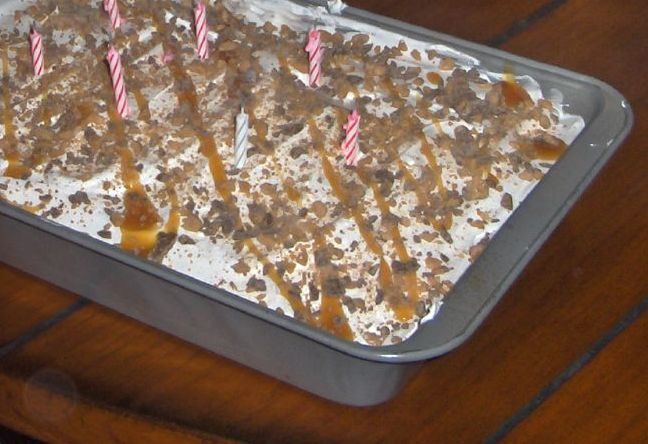
Варіант торта з карамеллю і розкрошеним тоффі у шоколадній глазурі.

У 1990 році вже існувало кілька версій. Основний рецепт торта був змінений залежно від уподобань людини, що готує торт, а альтернативні варіанти включають шоколадний, банановий або цукерковий смак. У варіанті з Канзасу 1998 використовувалася суміш для шоколадного торта, згущене молоко з цукром, начинка для карамельного морозива і крошена іриска. Назва «Краще, ніж Роберт Редфорд» стала застосовуватися до обох варіантів.